# Raphael (cantante francés)
Raphaël Haroche (París, 7 de noviembre de 1975) es un cantante francés conocido bajo el monónimo de Raphael. Compone letra y música de sus temas. Es hijo de madre argentina y padre judío ruso-marroquí. 
Hasta la fecha tiene 10 discos de estudio y 4 discos en vivo, además de varias bandas sonoras de películas. En 2006 editó el disco Caravane con 4 temas en castellano.
En su primer disco, Hôtel de l'universe (2000), sus temas hablan del mundo en el que vivimos (la sociedad de consumo, las relaciones amorosas actuales), y es bastante roquero en comparación con los dos siguientes.
En su segundo disco, La réalité (2003), el piano reemplaza a la guitarra en sus temas. El tema más exitoso del disco fue Sur La Route (En la carretera), a dúo con Jean-Louis Aubert, otro músico francés.
Pero su último disco de estudio es el que le ha consagrado en la escena musical francesa. Desde su salida se convirtió en un superventas en Francia, Bélgica y Suiza. Fue el disco más vendido en Francia en 2005 (más de 1 millón de ejemplares vendidos, disco de diamante) y el más vendido en lengua francesa en Bélgica (50.000 copias, disco de platino) y Suiza (20.000 copias, disco de oro) (ver certificados de discos). A su primer sencillo Caravane, le siguieron Ne partons pas fachés, Et dans 150 Ans y Schengen. Es un disco lento, melancólico, de melodías sencillas y la voz rota de Raphaël en todos los temas menos en el último. Es un disco corto (35 minutos) pero que no deja mal sabor de boca.
Para la edición francesa del álbum de grandes éxitos de Luz Casal, Raphaël interpretó a dúo el tema Et Dans 150 ans en castellano. Se tradujo como En un siglo verás.
En 2006 se lanza para España Caravane con cuatro temas en castellano: Caravana (Caravane), En un siglo verás (et dans 150 ans, con Luz Casal), Canción de Patrick Dewaere (Chanson pour Patrick Dewaere) y Qué bueno hoy (C'est bon aujourd'hui).
Tras una gira extensa que le llevó no solo por su Francia natal, sino también por Bélgica, Suiza, Reunión y Mauricio, se publicó un disco en directo Résistance à la nuit.
A principios de 2007 publica otro disco en directo, Une nuit au Châtelet. Se grabó en octubre de 2006 de uno de sus conciertos en el Théâtre du Châtelet de París.
El 17 de marzo de 2008 se publica en Francia, Suiza y Bélgica su esperado cuarto álbum de estudio Je sais que la terre est plate, tras tres años desde la publicación de Caravane. El primer sencillo extraído se llama Le vent de l'hiver.
Su pareja desde el 2002 es la actriz Mélanie Thierry. Han tenido tres hijos: Roman (2008), Aliocha (2013) y otro de nombre desconocido (2024). La pareja contrajo matrimonio en junio de 2022.

## Discografía
| Álbumes de estudio - 2000: Hôtel de l'univers - 2003: La réalité - 2005: Caravane - 2008: Je sais que la terre est plate - 2010: Pacific 231 - 2012: Super-Welter - 2015: Somnambules - 2017: Anticyclone - 2021: Haute fidélité - 2024: Une autre vie | Álbumes en vivo - 2006: Résistance à la nuit - 2007: Une nuit au Châtelet - 2011: Live vu par Jacques Audiard - 2015: Solitude des latitudes | Bandas sonoras - 2014: Un voyage de Samuel Benchetrit - 2015: Asphalte de Samuel Benchetrit - 2015: Les Cowboys de Thomas Bidegain - 2023: Soudain seuls de Thomas Bidegain |

## Premios
- Victoires de la musique
  - Artista masculino del año: 2006
  - Álbum del año (Caravane): 2006
  - Canción del año (votada por el público) («Caravane»): 2006
- NRJ Music Awards (7.ª edición)
  - Artista masculino categoría nacional del año: 2006